# Miriam Gmür
Miriam Gmür (1º aprile 1986) è un'ex sciatrice alpina svizzera.

## Biografia
Originaria di Amden e attiva in gare FIS dal dicembre del 2001, in Coppa Europa la Gmür esordì il 23 gennaio 2003 ad Abetone in slalom gigante, senza completare la gara, e ottenne il miglior piazzamento il 22 gennaio 2004 a Innerkrems in discesa libera (5ª); in Coppa del Mondo disputò quattro gare, tutte slalom speciali (il primo il 29 dicembre 2008 a Semmering, l'ultimo il 17 gennaio 2010 a Maribor), sempre senza completare la gara. Si ritirò al termine della stagione 2009-2010 e la sua ultima gara fu uno slalom speciale FIS disputato il 9 aprile a Sils im Engadin; chiuso dalla Gmür al 6º posto; non prese parte a rassegne olimpiche o iridate.

## Palmarès

### Coppa Europa
- Miglior piazzamento in classifica generale: 37ª nel 2008

### Campionati svizzeri
- 4 medaglie:
  - 2 ori (supergigante, slalom gigante nel 2005)
  - 2 argenti (combinata[senza fonte] nel 2004; combinata[senza fonte] nel 2006)